# Billinge Chapel End
Billinge Chapel End är en civil parish i St Helens i Storbritannien. Den ligger i grevskapet Merseyside och riksdelen England, i den centrala delen av landet, 280 km nordväst om huvudstaden London.